# Pocałuj mnie, Kasiu
Pocałuj mnie, Kasiu (ang. Kiss Me Kate) – amerykański musical filmowy z 1953 roku w reżyserii George'a Sidneya. Ekranowa adaptacja broadwayowskiego musicalu Samuela i Belli Spewacków pod tym samym tytułem, będącego wersją  Poskromienia złośnicy Williama Shakespeare’a.

## Obsada
- Howard Keel jako Fred Graham / 'Petruchio'
- Kathryn Grayson jako Lilli Vanessi / 'Katherina (Kate)'
- Ann Miller jako Lois Lane / 'Bianca'
- Keenan Wynn jako Lippy
- James Whitmore jako Slug
- Bobby Van jako 'Gremio'
- Tommy Rall jako Bill Calhoun / 'Lucentio'
- Kurt Kasznar jako 'Baptista'
- Bob Fosse jako 'Hortensio'
- Ron Randall jako Cole Porter